# 阿西斯滕斯灣

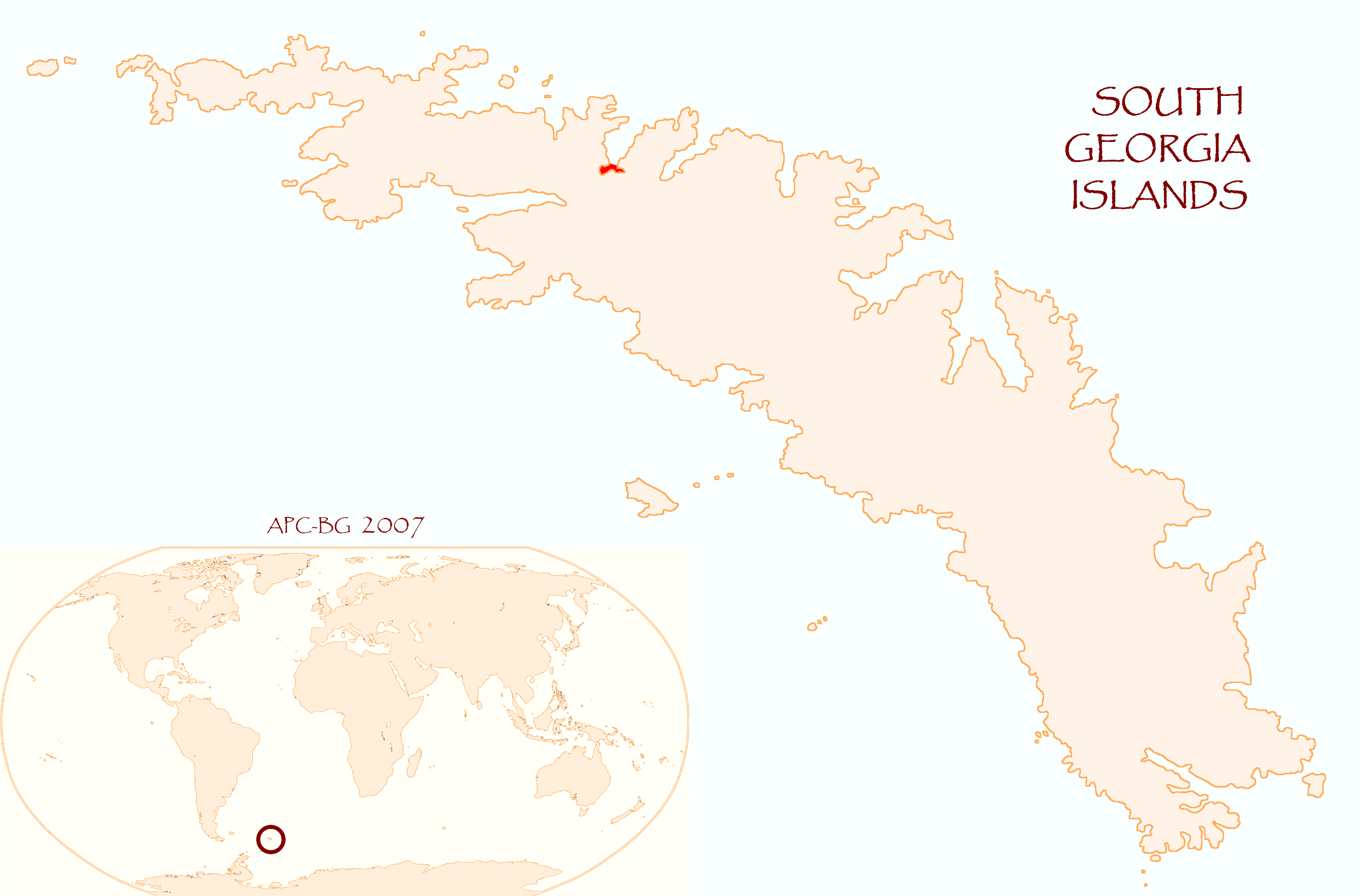
阿西斯滕斯灣在南喬治亞島的位置

54°7′S 37°9′W / 54.117°S 37.150°W
阿西斯滕斯灣（英語：Assistance Bay），是南極洲的海灣，位於英國海外領土南喬治亞島，屬於波塞申灣的一部分，由英國研究隊命名。